# Pornocrazia (film)
Pornocrazia (Anatomie de l'enfer) è un film del 2004 diretto da Catherine Breillat.
La pellicola, di produzione francese, ha per protagonisti Rocco Siffredi e Amira Casar.

## Trama
Una giovane ed attraente donna si taglia le vene in un locale gay, ma viene soccorsa da un uomo. La donna lo pagherà per farsi guardare per quattro notti di seguito in una casa isolata di campagna.